# Katastrofa lotu Kish Air 7170
Katastrofa lotu Kish Air 7170 wydarzyła się 10 lutego 2004 roku w Szardży w Zjednoczonych Emiratach Arabskich. Samolot Fokker F27 Mk.050 (będący wersją samolotu Fokker 50), należący do linii Kish Air i lecący z irańskiej wyspy Kisz do Szardży, rozbił się w czasie podchodzenia do lądowania. W wyniku katastrofy śmierć poniosły 43 osoby (37 pasażerów i 6 członków załogi), a ranne zostały 3 osoby.

## Samolot
Pierwszym właścicielem Fokkera była niemiecka linia lotnicza Lufthansa. Swój pierwszy lot dla tych linii odbył 22 października 1993 roku. 12 grudnia 1996 roku Fokkera nabyła hiszpańska linia lotnicza Air Nostrum. Linia lotnicza Kish Air kupiła samolot w marcu 2002 roku.

## Przebieg lotu
Fokker F27 Mk.050 (nr rej. EP-LCA) odbywał lot z wyspy Kish do Szardży. Około godziny 11:35 samolot podchodził do lądowania na pasie startowym nr 12 lotniska Sharjah International Airport. W pewnym momencie piloci utracili kontrolę nad maszyną, w efekcie czego Fokker rozbił się na piaszczystym terenie, zaledwie kilkanaście metrów od budynków mieszkalnych. Katastrofa nastąpiła o godzinie 11:38. W wyniku katastrofy śmierć poniosły 43 osoby, ocalało 3 pasażerów.

## Przyczyny katastrofy
Świadkami katastrofy było dwóch innych pilotów, którzy również podchodzili do lądowania. Zeznali oni, że dziób Fokkera gwałtownie opadł o 60 stopni, a następnie maszyna przechyliła się w lewo. Śledczy ustalili, że piloci samolotu nieumyślnie przełączyli silniki samolotu na ciąg wsteczny. W wyniku tego ruchu piloci niemal natychmiast stracili kontrolę nad samolotem i doszło do katastrofy.

## Narodowości pasażerów i załogi samolotu
| Państwo                      | Zabici      | Zabici | Ocaleni | Razem |
| Państwo                      | Pasażerowie | Załoga | Ocaleni | Razem |
| ---------------------------- | ----------- | ------ | ------- | ----- |
| Iran                         | 11          | 6      | 1       | 18    |
| Indie                        | 13          | –      | –       | 13    |
| Egipt                        | 3           | –      | 1       | 4     |
| Algieria                     | 2           | –      | –       | 2     |
| Filipiny                     | 1           | –      | 1       | 2     |
| Bangladesz                   | 1           | –      | –       | 1     |
| Kamerun                      | 1           | –      | –       | 1     |
| Nepal                        | 1           | –      | –       | 1     |
| Nigeria                      | 1           | –      | –       | 1     |
| Sudan                        | 1           | –      | –       | 1     |
| Syria                        | 1           | –      | –       | 1     |
| Zjednoczone Emiraty Arabskie | 1           | –      | –       | 1     |
| Razem:                       | 37          | 6      | 3       | 46    |